# Hilliard Lyle
Hilliard Lyle (Allenford, Ontario, 21 de desembre de 1879 - Beaverlodge, Alberta, 21 de maig de 1931) va ser un jugador de lacrosse canadenc que va competir a principis del segle xx. El 1904 va prendre part en els Jocs Olímpics de Saint Louis, on guanyà la medalla d'or en la competició per equips de Lacrosse, com a membre de l'equip Shamrock Lacrosse Team.